# Exosphaeroma alba
Exosphaeroma alba är en kräftdjursart som beskrevs av Menzies och Peter W. Glynn 1968. Exosphaeroma alba ingår i släktet Exosphaeroma och familjen klotkräftor.
Artens utbredningsområde är Puerto Rico. Inga underarter finns listade i Catalogue of Life.